# Peniophorella pallida
Peniophorella pallida ist eine Ständerpilzart aus der Familie der Fältlingsverwandten (Meruliaceae). Er besitzt teppichartige, membranöse Fruchtkörper von weißlicher Farbe aus und wächst vorwiegend auf Totholz von Nadelbäumen. Die Art ist in weiten Teilen der Holarktis verbreitet und bewohnt dort meridionale bis boreale Klimazonen.

## Merkmale

### Makroskopische Merkmale
Peniophorella pallida besitzt das für die Gattung Peniophorella typische, resupinate, membranös-wachsartige Fruchtkörpern von weißlicher bis ockerner oder rötlich-brauner Farbe. Das Hymenium ist glatt, im trockenen Zustand porös. Die Ränder der Fruchtkörper sind faserig und nicht klar konturiert.

### Mikroskopische Merkmale
Wie Peniophorella-Arten ist die Hyphenstruktur von Peniophorella pallida monomitisch, weist also nur generative Hyphen auf. Die 3–4 µm breiten Hyphen sind hyalin, dünnwandig und stark verzweigt, die Septen weisen stets Schnallen auf. Auf den Hyphen findet sich oft bräunliches, tropfenförmiges Sekret. Die Zystiden sind spindelförmig und spitz. Sie treten mit 50–70 × 6–8 µm deutlich aus der Fruchtschicht hervor. An ihrer Spitze befinden sich ebenfalls braune Tröpfchen. Die Basidien der Art sind keulenförmig, besitzen vier Sterigmata und messen 20–25 × 5–6 µm. An der Basis besitzen sie eine Schnalle. Ihre Sporen sind annähernd wurstförmig, hyalin und dünnwandig. Sie messen 7–10 × 2,5–3,5 µm, sind nicht amyloid und besitzen einen Fortsatz (Apiculus).

## Verbreitung
Die bekannte Verbreitung der Art umfasst weite Teile der Holarktis, wo sie von meridionalen bis in boreale Klimata vorkommt.

## Ökologie
Peniophorella pallida wächst auf mehr oder weniger morschem Totholz von Nadelbäumen. Häufig ist sie in mesophilen Buchenwäldern auf basenreichen Böden zu finden, in denen vereinzelte Nadelbäume stehen. Eine häufige Wirtsart ist die Wald-Kiefer (Pinus sylvestris).